# St. Matthias (Herzogenrath)

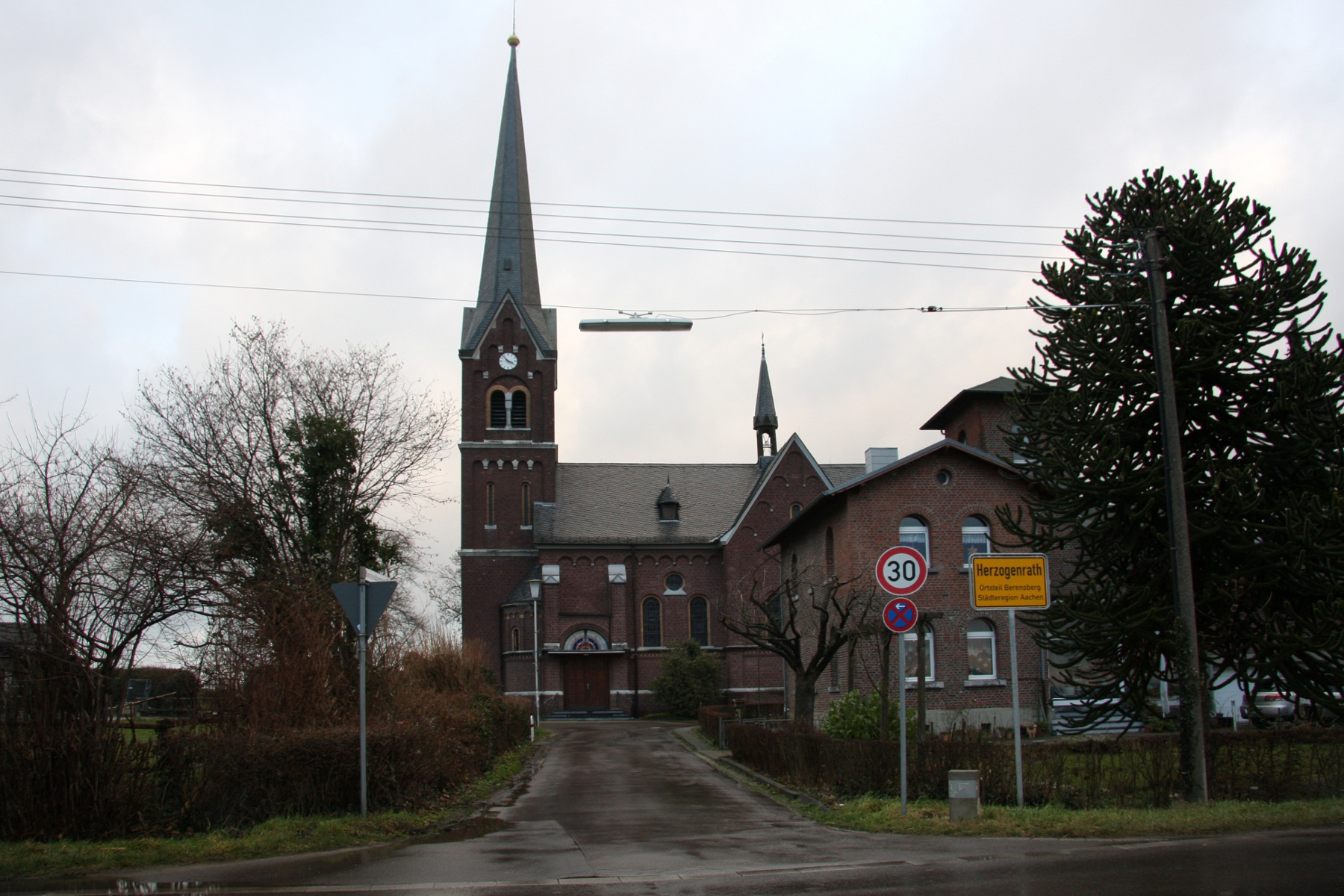
St. Matthias zu Berensberg

St. Matthias ist eine katholische Filialkirche in Berensberg, einem Ortsteil im Herzogenrather Stadtteil Kohlscheid. Sie gehört zur Pfarrei Christus unser Friede, zu der auch die Hauptkirche St. Katharina in Kohlscheid, St. Barbara in Kohlscheid-Pannesheide, St. Mariä Heimsuchung in Kohlscheid-Kämpchen und St. Mariä Verkündigung in Kohlscheid-Bank gehören. Die Kirche steht seit 1985 unter Denkmalschutz.

## Geschichte

### Vorgängerbau
Die Pfarre St. Matthias geht zurück auf eine Kapellenstiftung im Jahre 1381. Mit Genehmigung des Aachener Marienstifts und der damals zuständigen Pfarrei Laurensberg ließen der Ritter Matthias von Berensberg (Mathias von Bernsberg) und seine Frau Klara eine private Kapelle errichten, die dem Namenspatron Hl. Matthias geweiht war und deren einziger Zweck war, dass dort regelmäßige Messen für das Seelenheil des Stifters, seiner Familie und Nachfahren gelesen werden. Der Bau war aus Bruchsteinen ausgeführt mit kleinen rund zulaufenden Fenstern und einem niedrigen Glockenturm mit stumpfer Spitze. Das Dach war mit Schiefer gedeckt. Die Stiftung umfasste auch das Patronatsrecht, das fortan beim Herrn der Berensberger Burg lag.
Die Kapelle war nicht sehr groß, etwa 12 bis 14 m lang und 5 bis 7 m breit. Ab dem 18. Jahrhundert wurde sie zunehmend von den Bewohnern der Umgegend als Kirche genutzt und galt als Seelsorgestelle der Pfarre Laurensberg. Am 12. Juli 1811 besuchten Madame Mère, Napoleons Mutter, und Napoleons Schwester Pauline die Kapelle zum Gebet. Seit dieser Zeit trägt der frühere Bergerbusch, ein Waldgebiet östlich von Berensberg, bis heute den Namen Paulinenwäldchen.
Am 26. Juni 1852 wurde die Erhebung zum Rektorat beantragt und am 6. Juni 1853 wurde Johann Josef Dauven (gestorben am 10. Februar 1880) zum ersten Rektor ernannt. Nachdem St. Matthias zur Pfarre erhoben worden war und nach der völligen Abtrennung von St. Martin (Richterich) wurde der damalige Rektor Karl Krings zum ersten Pfarrer ernannt.
1888 wurde die Kapelle abgerissen, um Platz für einen größeren Neubau zu schaffen.

### Pfarrkirche
Die Grundsteinlegung für die neue Kirche war am 31. März 1889. Die damalige Besitzerin der Burg Berensberg, Adele Cockerill, gehörte zu den Geldgebern für den Neubau. Bereits am 29. Juni 1890 wurde im Neubau die erste heilige Messe gehalten, am 12. Oktober erfolgte die Kirchweihe durch den damaligen Kölner Weihbischof Anton Fischer. Die neoromanische Backsteinkirche mit Langhaus und Querschiff entstand nach einem Entwurf des Aachener Architekten Peter Friedrich Peters. Der Kirchturm im Westen hat eine hohe achtseitige Haube. Die Kirchturmuhr wurde 1898 eingebaut.
1949/1950 wurden die im Zweiten Weltkrieg zerstörten Fenster ersetzt. Die neuen Entwürfe für die Farbverglasungen stammen fast alle von der Aachener Glasmalerin Maria Katzgrau, lediglich ein Fenster im Seitenschiff von Anne Schneider-Lang. 1955 erhielt die Kirche ein neues Portal, 1970 wurde der Altarraum gemäß dem Zweiten Vatikanischen Konzil umgebaut.
St. Matthias gehörte ursprünglich zur Pfarrei Laurensberg, später zur Pfarrei Richterich, wurde 1921 zur selbständigen Pfarrei erhoben und fusionierte 2010 mit den Nachbargemeinden zur Großpfarre Christus unser Friede.